# Dasyhelea joycei
Dasyhelea joycei är en tvåvingeart som beskrevs av Meillon 1936. Dasyhelea joycei ingår i släktet Dasyhelea och familjen svidknott. Inga underarter finns listade i Catalogue of Life.